# Humorous Phases of Funny Faces
Humorous Phases of Funny Faces je americký němý film z roku 1906. Režisérem je J. Stuart Blackton (1875–1941). Film trvá zhruba 3 minuty.
Film je považován za první kreslený film vůbec.

## Děj
Karikaturista nakreslí křídou na tabuli obličeje a postavy, které následně ožijí.